# Barbie: Công chúa bất đắc dĩ
Barbie: Công chúa bất đắc dĩ là một bộ phim hoạt hình máy tính Barbie ra mắt vào năm 2004. Bài hát của phim được viết bởi Amy Powers, Megan Cavallari và Rob Hudnut.

## Phân vai lồng tiếng
- Kelly Sheridan vai Công chúa Anneliese / Erika / Người thông báo[2]
  - Melissa Lyons vai công chúa Anneliese (Giọng hát)
  - Julie Stevens vai Erika (giọng hát)
- Alessandro Juliani vau Julian
- Mark Hildreth vai King Dominick
  - Mark Luna vai Vua Dominick (giọng hát)
- Martin Short vai Preminger
- Kathleen Barr vai Serafina và Bertie
- Ian James Corlett vai Wolfie
- Ellen Kennedy vai Nữ hoàng Genevieve
- Pam Hyatt vai Madame Carp
- Brian Drummond vai Nick
- Jan Rabson vai Nack / Midas
- Colin Murdock vai Royal Scheduler
- Janyse Jaud vai Palace Maid
- Lee Tockar vai Ambassador Bismarck
- Garry Chalk vai.Herve
- Roger Monk vai Minister

## Soundtrack
1. Free - thể hiện Julie Stevens (Erika) & Melissa Lyons (Anneliese)
2. How Can I Refuse? - thể hiện Martin Short (Preminger)
3. Written in Your Heart (mở) - Performed by Julie Stevens (Erika)
4. I Am a Girl Like You - thể hiện Julie Stevens (Erika) & Melissa Lyons (Anneliese)
5. To Be a Princess - thể hiện Alessandro Juliani (Julian) & Julie Stevens (Erika)
6. The Cat's Meow - thể hiện Julie Stevens (Erika)
7. If You Love Me for Me - thể hiện Julie Stevens (Erika) & Mark Luna (Dominick)
8. Written in Your Heart - thể hiện Julie Stevens (Erika) & Melissa Lyons (Anneliese)
9. I'm on My Way - thể hiện Sara Niemietz

## Phát hành tác phẩm nhà
DVD và VHS phát hành vào ngày 28 tháng 9 năm 2004 bởi Lionsgate Home Entertainment. Nó được phát hành lại vào ngày 5 tháng 1 năm 2010 bởi Universal Studios. DVD cũng bao gồm Soundtrack phim